# Рош, Эдмонд, 1-й барон Фермой
Эдмонд Бёрк Рош (англ. Edmond Burke Roche; 9 августа 1815 — 17 сентября 1874) — британский аристократ, 1-й барон Фермой и пэр Ирландии с 1856 года, депутат Палаты общин Великобритании от графства Корк (1837—1855) и от Мэрилебона (1859—1865). В 1856—1874 годах занимал пост лорда-лейтенанта графства Корк. Прапрадед Дианы, принцессы Уэльской.
Барон был женат на Элизабет Бутби, дочери Джеймса Бутби и Шарлотты Каннингем. В этом браке родились:
- Эдуард (1850—1920), 2-й барон Фермой;
- Джеймс (1852—1920), 3-й барон Фермой;
- Алексис (1853—1914);
- Улик (1856—1919);
- Элизабет (1857—1940);
- Эдмунд (1859—1948)[2].